# سارینا کوگا
سارینا کوگا (انگلیسی: Sarina Koga؛ زادهٔ ۲۱ مهٔ ۱۹۹۶) بازیکن والیبال زن اهل ژاپن است.